# Parti russe (Lettonie)
Pour les articles homonymes, voir Parti russe.
Parti russe (letton : Krievu partija), anciennement Centre d'initiative démocratique (Demokrātiskās iniciatīvas centrs), était une organisation sociale, puis, à partir de 1993, politique de Lettonie.

## Historique
Le parti a été fondé le 10 juin 1989 par Mikhaïl Gavrilov, Oleg Vovk et Sergueï Dīmanis. Cette même année, plusieurs de ses membres parmi lesquels Gavrilov, Vovk et Vladimir Buzajevs, ont été élus députés du peuple, puis, en 1990, cinq sont devenus députés du Conseil suprême (ancien parlement Latvijas Republikas Augstākā Padome 1990-1993). Par la suite, Dīmanis est devenu le président du parti « Līdztiesība ».
Le parti publiait une périodique, La Réforme. En 1993, avec le parti constitutionnel Balte participait aux élections de la Ve Saeima (de 1993 à 1995), mais seulement 1,16 % de voix furent récoltés. En 1995, le parti a officiellement été renommé en Parti russe.
En 1997, le parti a obtenu une place à Rīgas dome. En 1998, en coalition avec l'Union russe de Lettonie a obtenu une place dans la  VIIe Saeima (de 1998 à 2002). En 2001, il obtient de nouveau une place à Rīgas dome (M.Gavrilov). En 2002, deux membres du comité de coordination écrivent une lettre ouverte exigeant de procéder à la réinscription de tous les membres du parti. En 2002, aux élections de Saeima le parti obtient 0,5 % des suffrages. En 2005, en présentant un programme commun avec le Parti socialiste de Lettonie obtient une place à Rīgas dome.
En 2007, M. Gavrilov rejoint le Premier Parti de Lettonie et le Parti russe est officiellement dissout.